# Miguel Navarro (futbolista)

## Trayectoria

### JBL Zulia
Formado en sus inferiores, debutó con el primer equipo del Deportivo JBL del Zulia en 2017, jugando 19 partidos y repartiendo una asistencia.

### Deportivo La Guaira
Es traspasado al Deportivo La Guaira el 2 de enero del 2018. Participando en 42 partidos, metiendo un gol y dando 7 asistencias.

### Chicago Fire
El 30 de enero de 2020 fichó por el Chicago Fire de la Major League Soccer. Con contrato hasta 2022 y con opción a 2 años más por parte del club.

### C.A Talleres de Córdoba
En enero de 2024 había sido anunciado inicialmente por los Colorado Rapids de la MLS, sin embargo el 29 de enero, Miguel fue anunciado oficialmente por Talleres en un préstamo por todo el año y con una opción de compra para el equipo argentino.

## Selección nacional
Es internacional a nivel juvenil por la selección de Venezuela. Fue parte del plantel que disputó el Torneo Preolímpico Sudamericano Sub-23 de 2020. Participando en 3 partidos.
El 1 de octubre de 2020, es convocado por primera vez a la Selección Mayor de Venezuela para disputar la primera doble fecha de las Eliminatorias Sudamericanas al Mundial Catar 2022. Debutó el 25 de marzo de 2022 de la mano de José Néstor Pekerman en un partido de dichas eliminatorias frente a Argentina. 

## Estadísticas
Actualizado al último partido disputado el 28 de mayo de 2025.
| Club | Div.                | Temporada           | Liga | Liga  | Liga   | Copas nacionales(1) | Copas nacionales(1) | Copas nacionales(1) | Copas internacionales(2) | Copas internacionales(2) | Copas internacionales(2) | Total(3) | Total(3) | Total(3) |
| Club | Div.                | Temporada           | PJ   | Goles | Asist. | PJ                  | Goles               | Asist.              | PJ                       | Goles                    | Asist.                   | PJ       | Goles    | Asist.   |
| --- | ------------------- | ------------------- | ---- | ----- | ------ | ------------------- | ------------------- | ------------------- | ------------------------ | ------------------------ | ------------------------ | -------- | -------- | -------- |
| JBL del Zulia Venezuela | 1.ª                 | 2017                | 19   | 0     | 1      | -                   | -                   | -                   | -                        | -                        | -                        | 19       | 0        | 1        |
| JBL del Zulia Venezuela | Total               | Total               | 19   | 0     | 1      | -                   | -                   | -                   | -                        | -                        | -                        | 19       | 0        | 1        |
| Deportivo La Guaira Venezuela | 1.ª                 | 2018                | 13   | 0     | 2      | 1                   | 0                   | 0                   | -                        | -                        | -                        | 14       | 0        | 2        |
| Deportivo La Guaira Venezuela | 1.ª                 | 2019                | 29   | 1     | 5      | 2                   | 0                   | 0                   | 1                        | 0                        | 0                        | 33       | 1        | 5        |
| Deportivo La Guaira Venezuela | Total               | Total               | 42   | 1     | 7      | 3                   | 0                   | 0                   | 1                        | 0                        | 0                        | 46       | 1        | 7        |
| Chicago Fire Estados Unidos | 1.ª                 | 2020                | 16   | 0     | 1      | 3                   | 0                   | 0                   | -                        | -                        | -                        | 19       | 0        | 1        |
| Chicago Fire Estados Unidos | 1.ª                 | 2021                | 28   | 0     | 2      | 0                   | 0                   | 0                   | -                        | -                        | -                        | 28       | 0        | 2        |
| Chicago Fire Estados Unidos | 1.ª                 | 2022                | 25   | 0     | 1      | 1                   | 0                   | 0                   | -                        | -                        | -                        | 26       | 0        | 1        |
| Chicago Fire Estados Unidos | 1.ª                 | 2023                | 25   | 0     | 4      | 4                   | 0                   | 1                   | 2                        | 0                        | 1                        | 31       | 0        | 6        |
| Chicago Fire Estados Unidos | Total               | Total               | 94   | 0     | 8      | 8                   | 0                   | 1                   | 2                        | 0                        | 1                        | 104      | 0        | 10       |
| C.A Talleres Argentina | 1.ª                 | 2024                | 30   | 1     | 4      | 2                   | 0                   | 0                   | 5                        | 0                        | 0                        | 37       | 1        | 4        |
| C.A Talleres Argentina | 1.ª                 | 2025                | 13   | 0     | 0      | 0                   | 0                   | 0                   | 5                        | 0                        | 0                        | 18       | 0        | 0        |
| C.A Talleres Argentina | Total               | Total               | 43   | 1     | 4      | 2                   | 0                   | 0                   | 10                       | 0                        | 0                        | 55       | 1        | 4        |
| Total en su carrera | Total en su carrera | Total en su carrera | 188  | 2     | 18     | 13                  | 0                   | 1                   | 13                       | 0                        | 1                        | 224      | 2        | 22       |
| (1) Incluye datos de la Copa Venezuela y del Torneo MLS Is Back.(2) Incluye datos de la Copa Libertadores y la Leagues Cup (3) No incluye amistosos. |                     |                     |      |       |        |                     |                     |                     |                          |                          |                          |          |          |          |

## Palmarés
| Título                            | Club         | País      | Año  |
| --------------------------------- | ------------ | --------- | ---- |
| Supercopa Internacional Argentina | C.A Talleres | Argentina | 2025 |